# Nettbruch
Das Naturschutzgebiet Nettbruch liegt auf dem Gebiet der Stadt Nettetal im Kreis Viersen in Nordrhein-Westfalen. Das etwa 2,15 ha große Gebiet, das im Jahr 1984 unter Naturschutz gestellt wurde, erstreckt sich südwestlich des Stadtteils Lobberich der Stadt Nettetal.